# Papa Waigo N’Diaye
Papa Waigo N’Diaye  (* 20. Januar 1984 in Saint-Louis) ist ein ehemaliger senegalesischer Fußballspieler; er spielte auf der Position eines Stürmers. 

## Werdegang
N’Diaye wechselte in der Saison 2002/03 zu Hellas Verona in die Serie B. In seiner zweiten Spielzeit konnte er sich in Verona durchsetzen und erzielte seinen ersten Treffer. Zur Saison 2005/06 wechselte N’Diaye zur AC Cesena, wo er regelmäßig zum Einsatz kam. Im Sommer 2007 wechselte er zu CFC Genua, im Januar 2008 im Tausch mit Anthony Vanden Borre zur AC Florenz; der CFC Genua hielt weiterhin 50 % seiner Transferrechte. N’Diaye wechselte im Januar 2009 leihweise zur US Lecce. Dort kam er zu sechs torlosen Einsätzen.
Im September 2009 wurde er auf Leihbasis zum FC Southampton geschickt. Dort kam der Senegalese regelmäßig, vorwiegend als Joker, zum Einsatz und platzierte sich mit dem Verein auf dem siebten Endrang in der Football League One. In der gleichen Saison gewann er mit den Saints die Football League Trophy. N’Diaye erzielte im Finalspiel einen Treffer beim 4:1-Sieg gegen Carlisle United. Zur Saison 2010/11 kehrte er wieder zur Fiorentina zurück.